# Américo Faria
Américo Faria (Rio de Janeiro, 1944) é um dirigente esportivo e ex-coordenador técnico do futebol brasileiro. Trabalhou na CBF de 1991 a 2010, com participação em seis Copas do Mundo, incluindo os títulos de 1994 e 2002.

## Carreira

### Início
Atuou como treinador em clubes como o Olaria durante as décadas de 1970 e 1980.

### Entrada na CBF
Em 1991 foi nomeado supervisor e coordenador técnico da Seleção Brasileira pela CBF, cargo que assumiu após passagem como diretor de futebol do Palmeiras.

### Copas do Mundo e torneios internacionais
Participou como coordenador técnico em seis Copas do Mundo (1986, 1990, 1994, 1998, 2002 e 2006), contribuindo nas conquistas do tetra (1994) e do penta (2002), além de Copas América e Eliminatórias.

### Funções e bastidores
Foi responsável por logística, organização da comissão técnica e suporte aos atletas. Teve papel decisivo em episódios marcantes da história recente da Seleção, como o caso Ronaldo em 1998.

### Fim da trajetória na CBF
Permaneceu na comissão até a Copa de 2010, sendo desligado junto com o técnico Dunga após a eliminação para a Holanda.

## Pós-Seleção

### Boavista
Em 2012, assumiu o cargo de diretor de futebol do Boavista-RJ, iniciando também breve período como técnico.

### Participações públicas
Mesmo fora da CBF, segue ativo em análises sobre o futebol brasileiro, defendendo modelos colegiados na escolha de treinadores.

## Legado
Apesar de discreto, é considerado peça-chave nos bastidores da Seleção em duas décadas. Trabalhou com treinadores como Carlos Alberto Parreira, Zagallo, Luiz Felipe Scolari e Dunga.